# 포기 넬슨
포기 넬슨(영어: Foggy Nelson)은 마블 코믹스의 등장인물이다. 데어데블 맷 머독의 변호사 동료이자 가장 친한 친구다. 넬슨앤머독 법률 사무소 공동 창업자였다. 1964년 4월 《데어데블》 1호에 처음 등장했고, 스탠 리와 빌 에버렛이 공동 창작하였다.
영화 《데어데블》(2003)에서는 존 패브로가 역할을 맡았다. 드라마 《데어데블》을 위시한 마블 시네마틱 유니버스 작품에서는 엘든 헨슨이 포기를 연기했다.

## 담당 배우

### TV 드라마
- 데어데블(2015) - 엘든 헨슨
  - 디펜더스(2017) - 엘든 헨슨

### 영화
- 데어데블(2003) - 존 패브로